# حرب مالي
حرب مالي تشير إلى صراع مسلح بدأ من يناير 2012 بين الأجزاء الشمالية والجنوبية من مالي. في 16 يناير 2012، بدأت عدة مجموعات متمردة حملة ضد الحكومة المالية لنيل استقلال أو إعطاء حكم ذاتي لشمال مالي، وهي منطقة تعرف بأزواد. سيطرت الحركة الوطنية لتحرير أزواد وهي منظمة تقاتل من أجل تكوين دولة أزواد المستقلة التي هي الموطن الأصلي للطوارق على المنطقة في أبريل 2012.
في 22 مارس 2012، أطيح بالرئيس أمادو توماني توري في انقلاب عسكري من أجل حل الأزمة، قبل شهر من الانتخابات الرئاسية. دعا الجنود المتمردون أنفسهم باسم اللجنة الوطنية لاستعادة الديمقراطية والدولة، لتثبيت سيطرتهم ثم أوقفوا العمل بالدستور المالي. نتيجة لعدم الاستقرار بعد الانقلاب، تم اجتياح أكبر مدن شمال مالي —كيدال، غاو وتمبكتو— من قبل المتمردين في ثلاثة أيام متتالية. في 5 أبريل 2012، بعد احتلال دوينتزا، قالت الحركة الوطنية لتحرير أزواد أنها حققت أهدافها وأوقفت بعدها الهجوم. بعد يوم، أعلن عن استقلال أزواد عن مالي.
دُعمَت الحركة الوطنية لتحرير أزواد في الأول من قبل تنظيم أنصار الدين الإسلامي. بعد هجوم القوات المسلحة المالية على مالي، بدأت أنصار الدين وعدد من الجماعات الإسلامية الصغيرة فرض قوانين الشريعة الإسلامية بطريقة متشددة. كافحت الحركة الوطنية لتحرير أزواد والإسلاميون للتوفيق بين الرؤى المتناقضة المعدة للدولة الجديدة. بعدئذ، بدأت الحركة الوطنية لتحرير أزواد بمحاربة أنصار الدين والجماعات الإسلامية الأخرى، بما في ذلك، حركة التوحيد والجهاد في غرب أفريقيا، مجموعة منشقة عن تنظيم القاعدة في بلاد المغرب الإسلامي. في 17 يناير 2012، خسرت الحركة الوطنية لتحرير أزواد السيطرة على معظم مدن شمال مالي إلى الإسلاميين.
طلبت حكومة مالي المساعدة العسكرية الأجنبية من أجل السيطرة مجددا على الشمال. في 11 يناير 2013، بدأت القوات المسلحة الفرنسية عمليات ضد الإسلاميين. نشرت قوات من دول الاتحاد الأفريقي الأخرى بعد وقت قصير من ذلك. في 8 فبراير، تم تحرير المنطقة التي تقع تحت سيطرة الإسلاميين من قبل القوات المسلحة المالية، بمساعدة من التحالف الدولي. استمر الانفصاليون الطوارق بقتال الإسلاميين كذلك، رغم اتهام الحركة الوطنية لتحرير أزواد أيضا بشن هجمات ضد القوات المسلحة المالية.
فرنسا وبصفتها واحدة من أبرز الفاعلين في المنطقة بقيادتها لعملتين عسكريتين في المنطقة عارضت فكرة الحوار مع المجموعات المسلحة بدعوى "رفض الحوار مع الإرهاب". لكن الأزمة بدأت بالتحلحل بعد تفاوض السلطات المالية مع المتمردين.
وقع اتفاق سلام بين الحكومة والمتمردين الطوارق في 18 يونيو 2013 لكن انسحب المتمردون من اتفاق السلام في 26 سبتمبر 2013 وزعموا أن الحكومة لم تحترم التزاماتها بعقد الهدنة. بقي القتال مستمرا رغم اتخاد القوات الفرنسية لقرار الانسحاب. وقع اتفاق لوقف إطلاق النار في 19 فبراير 2015 في العاصمة الجزائرية لكن لا زالت الهجمات الإرهابية المتقطعة مستمرة.

## خلفية
في أوائل تسعينيات القرن العشرين، شكّل الطوارق الرُّحّل  حركة الأزواد الشعبية وأعلنوا الحرب من أجل استقلال الجزء الشمالي من مالي. على الرغم من اتفاقيات السلام مع حكومة مالي في عامي 1991 و1995، أدى تزايد الاستياء بين مقاتلي الطوارق السابقين الذين أُدمِجوا في الجيش الماليّ إلى صراع جديد عام 2007. رغم وجود صعوبات في الحفاظ على التحالفات بين الفصائل العلمانية والإسلامية على مدى التاريخ، فقد تحالفت الحركة الوطنية لتحرير أزواد مع الجماعتين الإسلاميتين «أنصار الدين» و«القاعدة في بلاد المغرب الإسلامي» وقدحت زناد الصراع في شمال مالي عام 2012.
كانت الحركة الوطنية لتحرير أزواد (إم إن إل إيه) قبل التمرد فرعًا من حركة سياسية تعرف باسم الحركة الوطنية الأزوادية (إم إن إيه). بعد انتهاء الحرب الأهلية الليبية، أدى تدفق الأسلحة إلى تسليح الطوارق ومطالبتهم بالاستقلال. قيل إن قوة هذه الانتفاضة واستخدام الأسلحة الثقيلة، التي لم تكن موجودة في النزاعات السابقة، قد «فاجأت» المسؤولين والمراقبين في مالي.
رغم أن الطوارق كانوا مهيمنين على الحركة الوطنية لتحرير أزواد، لكنّ الحركة ادّعت أنهم يمثلون مجموعات إثنية أخرى أيضًا، وأفيد بأن بعض الزعماء العرب انضموا إليهم. صرّح زعيم الحركة بلال أغ الشريف إن المسؤولية تقع على مالي بأن تمنح الشعوب الصحراوية حقها في تقرير المصير أو أن تنتزع تلك الشعوب حقها بنفسها.
هناك مجموعة أخرى مهيمنة من الطوارق، وهي جماعة أنصار الدين الإسلامية التي حاربت في البداية جنبًا إلى جنب مع حركة تحرير أزواد ضد الحكومة. على عكس حركة تحرير أزواد، لم تسعَ حركة أنصار الدين إلى الاستقلال بل لفرض الشريعة الإسلامية في مختلف أنحاء مالي. كان زعيم الحركة إياد أغ غالي جزءًا من التمرد الذي وقع في أوائل التسعينيات، وأفادت التقارير بارتباطه بجناح تابع لتنظيم القاعدة في بلاد المغرب الإسلامي بقيادة قريبه حمادة أغ حماة، إلى جانب دائرة الاستعلام والأمن الجزائرية.
كانت مالي تمر بعدة أزمات زادت من تصعيد الصراع في نفس الوقت:
- أزمة الدولة: كان تأسيس ولاية الطوارق هدفًا بعيد الأمد للحركة الوطنية لتحرير أزواد منذ بدئها التمرد عام 1962. وبعد ذلك، بقيت مالي في صراع مستمر من أجل الحفاظ على أراضيها.
- أزمة الغذاء: يعتمد اقتصاد مالي اعتمادًا شديدًا على المساعدات الخارجية، الأمر الذي دفع المجموعة الاقتصادية لدول غرب أفريقيا (CEDEAO) إلى فرض حصار وقمع المجلس العسكري.[80]
- الأزمة السياسية: أدى التمرد إلى خلع الرئيس من منصبه.

## تمرد الطوارق (يناير – أبريل 2012)
وقعت الهجمات الأولى للتمرد في مدينة ميناكا، وهي بلدة صغيرة تقع في أقصى شرق مالي، يومي 16 و17 يناير 2012. في 17 يناير، أُفيد بوقوع هجمات في بلدتي آغولهوك وتيساليت. ادّعت حكومة مالي أنها استعادت السيطرة على البلدات الثلاث في اليوم التالي. في 24 يناير، أعاد المتمردون الاستيلاء على آغولهوك بعد أن نفدت ذخيرة الجيش الماليّ. في اليوم التالي أعادت حكومة مالي الاستيلاء على المدينة. شنت مالي عمليات جوية وبرية مضادة لاسترجاع الأراضي المحتلة، وسط نشوب احتجاجات في باماك ووكاتي. قام رئيس مالي أمادو توماني توري بإعادة تنظيم كبار القادة للقتال ضد المتمردين.
في 1 فبراير 2012، سيطر جيش الحركة الوطنية لتحرير أزواد على مدينة ميناكا بعدما نفّذ الجيش المالي ما أسماه بالتراجع التكتيكي. أدت أعمال العنف في الشمال إلى احتجاجات مضادة في العاصمة باماكو. قُتل عشرات الجنود الماليين في القتال في آغولهوك. في 6 فبراير، هاجمت قوات المتمردين كيدال، وهي عاصمة إقليمية.
في 4 مارس 2012، أفادت الأنباء بوقوع جولة جديدة من القتال بالقرب من مدينة تيساليت التي كانت يسيطر عليها المتمردون سابقًا. في اليوم التالي، أرسلت القوات الجوية الأمريكية إمدادات جوية عبر  طائرة لوكهيد سي-130 هيركوليز لدعم الجنود الماليين المحاصرين. من المرجح أن تكون الطائرة سي-130 قد أقلعت من واغادوغو عاصمة بوركينا فاسو أو موريتانيا، ومن المعروف أن الجيش الأمريكي قد استخدم كليهما. في 11 مارس، أعادت قوات حركة (إم إن إل إيه) سيطرتها على تيساليت ومطارها، وفرَّ الجيش الماليّ باتجاه الحدود الجزائرية-المالية.
تقدم المتمردون حتى مسافة 125 كم من تمبكتو ولم يتوقف تقدمهم بعدما دخلوا بلدتي ديريه وغوندام دون قتال. صرّحت حركة أنصار الدين أنها تسيطر على الحدود الجزائرية-المالية.

### الانقلاب
في 21 مارس 2012، كان الجنود غير راضين عن رئيسهم، وفي خضمّ الصراع هاجموا وزير الدفاع ساديو غاساما عندما وصل للتحدث إليهم. قاموا برشق سيارة الوزير بالحجارة وأجبروه على الفرار من المخيم. في وقت لاحق من ذلك اليوم، اقتحم الجنود القصر الرئاسي مجبرين توري على الاختباء.
في صباح اليوم التالي، أدلى النقيب أمادو سانوغو رئيس «اللجنة الوطنية لاستعادة الديمقراطية والدولة» بتصريح أعلن فيه أن المجلس العسكري علّق دستور مالي وسيطر على الدولة. عزا المتمردون دوافعهم للتمرد إلى ضعفٍ مزعوم في معالجة توري للعصيان ونقص معدات الجيش المالي. وأن اللجنة الوطنية سوف تعمل لاستعادة الديمقراطية والدولة كنظام مؤقت إلى أن تعاد السلطة إلى حكومة جديدة منتخبة ديمقراطيًا.
أدان المجتمع الدولي الانقلاب «بالإجماع»، بما في ذلك مجلس الأمن التابع للأمم المتحدة، والاتحاد الأفريقي، والمجموعة الاقتصادية لدول غرب أفريقيا التي أعلنت في 29 مارس أن اللجنة الوطنية لديها 72 ساعة للتخلي عن السلطة قبل أن تغلق حدود مالي غير الساحلية من قبل الدول المجاورة، وسيتم تجميد أصولها من قِبل الاتحاد الاقتصادي والنقدي لغرب أفريقيا، وسيتم تجميد أصول أعضاء اللجنة الوطنية لاستعادة الديمقراطية والدولة وفرض حظر السفر عليهم. بالإضافة لذلك، علّقت المجموعة الاقتصادية لدول غرب أفريقيا والاتحاد الأفريقي عضوية مالي. علقت الولايات المتحدة والبنك الدولي والبنك الأفريقي للتنمية أموال مساعدات التنمية دعمًا للمجموعة الاقتصادية لدول غرب أفريقيا وردود فعل الاتحاد الأفريقي على الانقلاب.
صرّح رئيس ساحل العاج، الحسن واتارا، الذي كان رئيسًا بالتناوب للمجموعة الاقتصادية لدول غرب أفريقيا، بأنه بمجرد استعادة الحكومة المدنية يمكن لقوة احتياطية تابعة للمجموعة الاقتصادية لدول غرب أفريقيا قوامها 2000 جندي أن تتدخل ضد التمرد. وجرى تعيين رئيس بوركينا فاسو -بليز كومباوري- كوسيط من قبل المجموعة الاقتصادية لدول غرب أفريقيا لحل الأزمة. جرى التوصل إلى اتفاق بين المجلس العسكري ومفاوضي المجموعة الاقتصادية لدول غرب أفريقيا في 6 أبريل، وقد نص الاتفاق على استقالة سانوغو وتوري، ورفع العقوبات، ومنح العفو للمتمردين، ونقل السلطة إلى رئيس جمعية مالي الوطنية، ديونكوندا تراوري. عقب تنصيب تراوري، تعهد «بشن حرب شاملة لا هوادة فيها» على متمردي الطوارق ما لم يتنازلوا عن سيطرتهم على مدن شمال مالي.

### مواصلة الهجوم
خلال البلبلة التي أعقبت الانقلاب، شن المتمردون هجومًا بهدف الاستيلاء على عدة بلدات ومعسكرات للجيش كان قد هجرها الجيش الماليّ. رغم أن الهجوم قد شاركت فيه ظاهريًا كلتا الحركتين الوطنية لتحرير أزواد وحركة أنصار الدين -وفقًا لما ذكره جيرمي كينان من مدرسة الدراسات الشرقية والأفريقية بجامعة لندن- فإن المساهمة العسكرية لأنصار الدين كانت ضئيلة: «يبدو أن ما حدث هو أنهم عندما ينتقلون إلى إحدى المدن، تطيح حركة (إم إن إل إيه) بالقاعدة العسكرية -دون أي مقاومة كبيرة-  ويذهب إياد أغ غالي إلى المدينة ويرفع علمه ويبدأ بتوجيه الجميع نحو الشريعة الإسلامية».
في 30 مارس 2012، استولى المتمردون على منطقة كيدال، وكذلك أنسونغو وبوريم في منطقة جاو. وفي 31 مارس، سقطت جاو بيد المتمردين وارتفعت أعلام الحركة الوطنية لتحرير أزواد وحركة أنصار الدين في المدينة. في اليوم التالي، هاجم المتمردون تمبكتو، وهي آخر مدينة رئيسية تحت سيطرة الحكومة في الشمال؛ وقد استولوا عليها دون خوض الكثير من القتال. عُزيت السرعة والسهولة التي سيطر بها المتمردون على الشمال إلى حد كبير إلى الارتباك الذي نشأ في انقلاب الجيش، ما دفع رويترز إلى وصفه بأنه «هدف مذهل في مرماهم الخاص».
في 6 أبريل 2012، أعلنت الحركة الوطنية لتحرير أزواد استقلالها عن مالي، مشيرةً إلى أنها قد حصلت على جميع أراضيها المرغوبة. إلا أن الاتحاد الأفريقي والاتحاد الأوروبي رفضا ذلك الإعلان بوصفه غير صالح.

## الجدول الزمني
11 يناير 2013 إنطلقت عملية سرفال بقيادة فرنسية بعد نداء النجدة الذي أطلقه الرئيس المالي لوقف زحف الإسلاميين حين سيطرتهم على مدينة كونا